# Naturdenkmal Käppelchen-Felsen

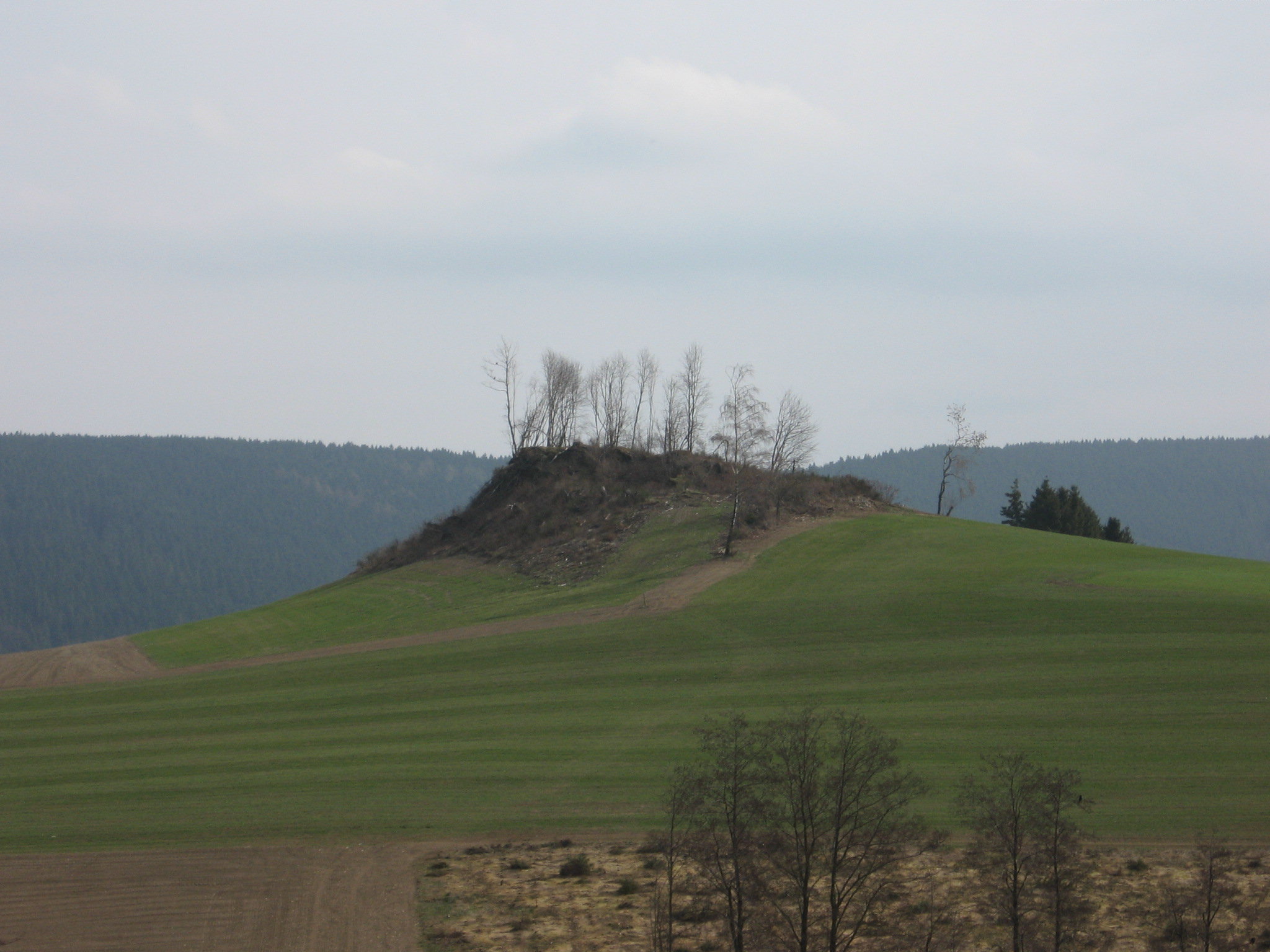
Käppelchen-Felsen von Westen, 2011

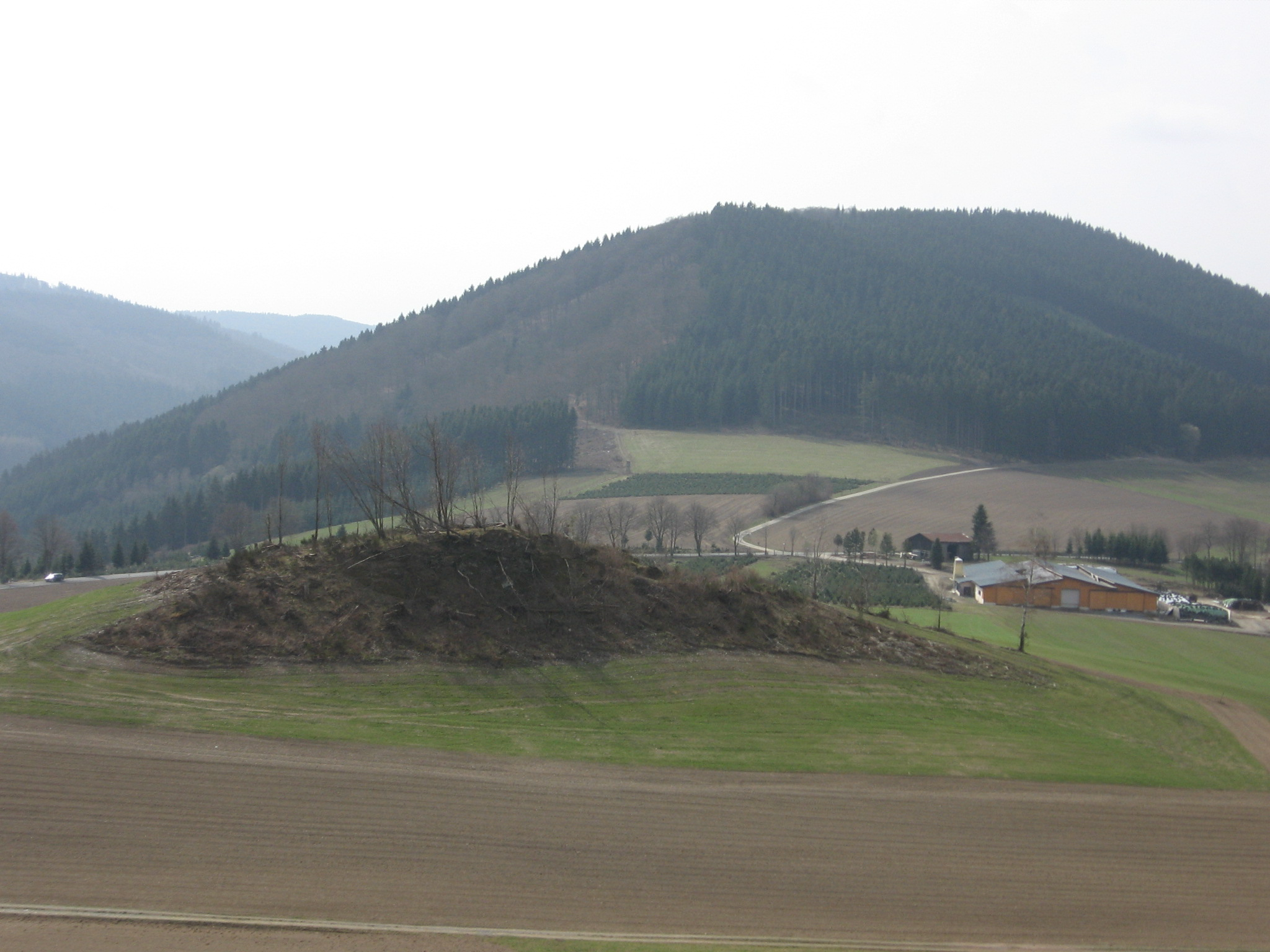
Käppelchen-Felsen von Norden, 2011

Das Naturdenkmal Käppelchen-Felsen ist ein Felsen westlich von Winterberg-Siedlinghausen. Es handelt sich um eine Hügelkuppe aus Quarzporphyr. Am Felsen ist zu erkennen, dass dieser früher mal als Steinbruch genutzt wurde. Das Naturdenkmal ist von Birken, Eichen und Ebereschen bestanden.
Der Käppelchen-Felsen ist seit 2008 durch den Landschaftsplan Winterberg als 0,57 ha großes Naturdenkmal Käppelchen-Felsen ausgewiesen. Zudem ist er ein gesetzlich geschütztes Biotop nach § 62 des Landschaftsgesetzes Nordrhein-Westfalen mit der Bezeichnung GB-4716-206 und einer Größe von 0,06 ha.
Seit der Fichtenbestand, der den Käppelchen-Felsen umgab, vom Orkan Kyrill im Januar 2007 umgeworfen worden ist, ist der Felsen von weitem gut sichtbar. Von der Landstraße zwischen Siedlinghausen und Altenfeld ist der Felsen zu sehen. Der frühere Fichtenbestand um den Felsen wurde nach Orkan Kyrill in Grünland umgewandelt.
Nur 270 Meter nördlich vom Felsen befindet sich das Naturdenkmal Krähenstein. Vom Käppelchen-Felsen ist der nordöstlich gelegene Feldstein der Bruchhauser Steine sichtbar.